# Pagode Sakyamuni du temple Fogong
Pour les articles homonymes, voir Pagode Sakyamuni.
La pagode Sakyamuni du temple Fogong (chinois simplifié : 佛宫寺释迦塔 ; chinois traditionnel : 佛宮寺釋迦塔 ; pinyin : fógōng sì shìjiā tǎ), également appelée plus simplement pagode de Yingxian, est une pagode en bois construite en 1056 sous la dynastie Liao (empire des Khitans qui englobait alors le Nord de la Chine et l'actuelle Mongolie). Elle est située dans le xian de Ying, ville-préfecture de Shuozhou, dans la province du Shanxi, en République populaire de Chine. La pagode a été construite par l'empereur Liao Daozong (Hongji) sur le site de la résidence familiale de sa grand-mère. La pagode, qui a survécu à plusieurs tremblements de terre importants au cours des siècles, a atteint une renommée en Chine telle qu'elle a reçu le nom générique de Muta (chinois : 木塔 ; pinyin : mùtǎ ; litt. « pagode en bois »),.
La pagode se trouve sur une plateforme haute de 4 mètres, possède une flèche de 10 mètres et atteint une hauteur totale de 67,31 mètres. Il s'agit de la plus vieille pagode entièrement en bois qui existe encore en Chine,. Cependant, en Chine, la plus ancienne pagode qui existe encore est la Pagode Songyue du VIe siècle, en briques, et les plus vieux bâtiments en bois qui existent encore sont les halls d'un temple bouddhique du Mont Wutai qui datent du milieu de la dynastie Tang (618-907).

## Histoire
La pagode fut construite à 85 kilomètres au sud de la capitale de la dynastie Liao à Datong. L'encyclopédie Gujin tushu jicheng, publiée en 1725, affirme qu'une autre pagode construite entre 936 et 943 se trouvait auparavant à l'endroit où la pagode actuelle fut construite en 1056. On trouve aussi cette affirmation dans d'autres sources (Shanxi tongzhi, Yingzhou xuzhi). 
Le Yingzhou zhi (Record of Ying Prefecture), rédigé par Tian Hui sous le règne de Ming Wanli (1572-1620), affirme que la pagode fut fondée et érigée en 1056 par un moine bhikkhu nommé Tian,. Cependant, Tian Hui ne trouva aucune information suggérant l'existence d'une éventuelle pagode construite entre 936 et 943 l'ayant précédée.
Un autre argument en faveur de la date la plus tardive est le fait que la mère nourricière de l'empereur Liao Xingzong était native de Yingzhou (aujourd'hui le xian de Ying). Le fils de Xingzong, Hongji (l'empereur Liao Daozong) fut aussi élevé dans le xian de Ying selon la tradition des Khitans consistant à élever les fils du clan Yelü (en) dans les familles de leurs mères. Hongji était aussi connu pour être un bouddhiste pieux. La pagode (suivant la tradition de la stupa) symbolisait la mort du Bouddha, que Hongji a pu associer avec son père décédé.
La pagode se trouvait au centre du terrain d'un temple appelé Baogong avant d'être renommé en Fogong en 1315 sous la dynastie Yuan. Bien que le terrain ait été décrit comme gigantesque sous la dynastie Jin (1115 - 1234), le temple commença à décliner sous la dynastie Ming.
Le Yingzhou zhi note en tout sept tremblements de terre entre 1056 et 1103 ; malgré cela la tour tint bon. Avant le XXe siècle, la pagode n'eut besoin que de dix réparations mineures. Cependant, des réparations considérables furent nécessaires après que les soldats japonais eurent tiré plus de deux cents coups dans la pagode durant la seconde Guerre sino-japonaise.
Au cours de travaux de réparation de la pagode en 1974, on découvrit des textes de sutra bouddhiques et d'autres documents datant de la dynastie Liao. Cette découverte majeure inclut les douze rouleaux du Tripitaka des Liao (辽藏 / 遼藏) imprimés avec des caractères mobiles en 1003 à Yanjing (actuelle Pékin), trente-cinq rouleaux de textes sacrés xylographiés, le plus long mesurant 33,3 mètres, et huit rouleaux manuscrits. Ceci atteste de l'usage technologique répandu des caractères mobiles qui se sont développés sous la dynastie Song voisine. Une relique de dent de Bouddha fut également découverte en 1974, cachée dans une des statues de Bouddha du quatrième niveau de la pagode.

## Description
La pagode possède 54 types différents de dougong, soit le plus grand nombre pour une structure de la dynastie Liao,. De l'extérieur, la pagode semble avoir seulement quatre étages au-dessus d'un rez-de-chaussée pourvu de deux avant-toit. Cependant l'intérieur révèle qu'elle a huit étages en tout. Les quatre étages cachés peuvent être remarqués depuis l'extérieur grâce aux pingzuo (terrasses). Un anneau de colonnes soutient l'avant-toit le plus bas au rez-de-chaussée, tandis que la pagode comporte aussi des colonnes de soutien intérieures. Une statue du Bouddha Sakyamuni se trouve en évidence au centre du rez-de-chaussée, avec un zaojing (caisson) décoré au-dessus de sa tête (la pagode est appelée Sakyamuni à cause de cette statue). Un zaojing est également taillé sur le plafond de chaque étage de la pagode. Les fenêtres sur les huit côtés de la pagode fournissent une vue des alentours, notamment sur le Mont Heng et la rivière Songgan. Par temps clair, on peut voir la pagode depuis une distance de 30 kilomètres.

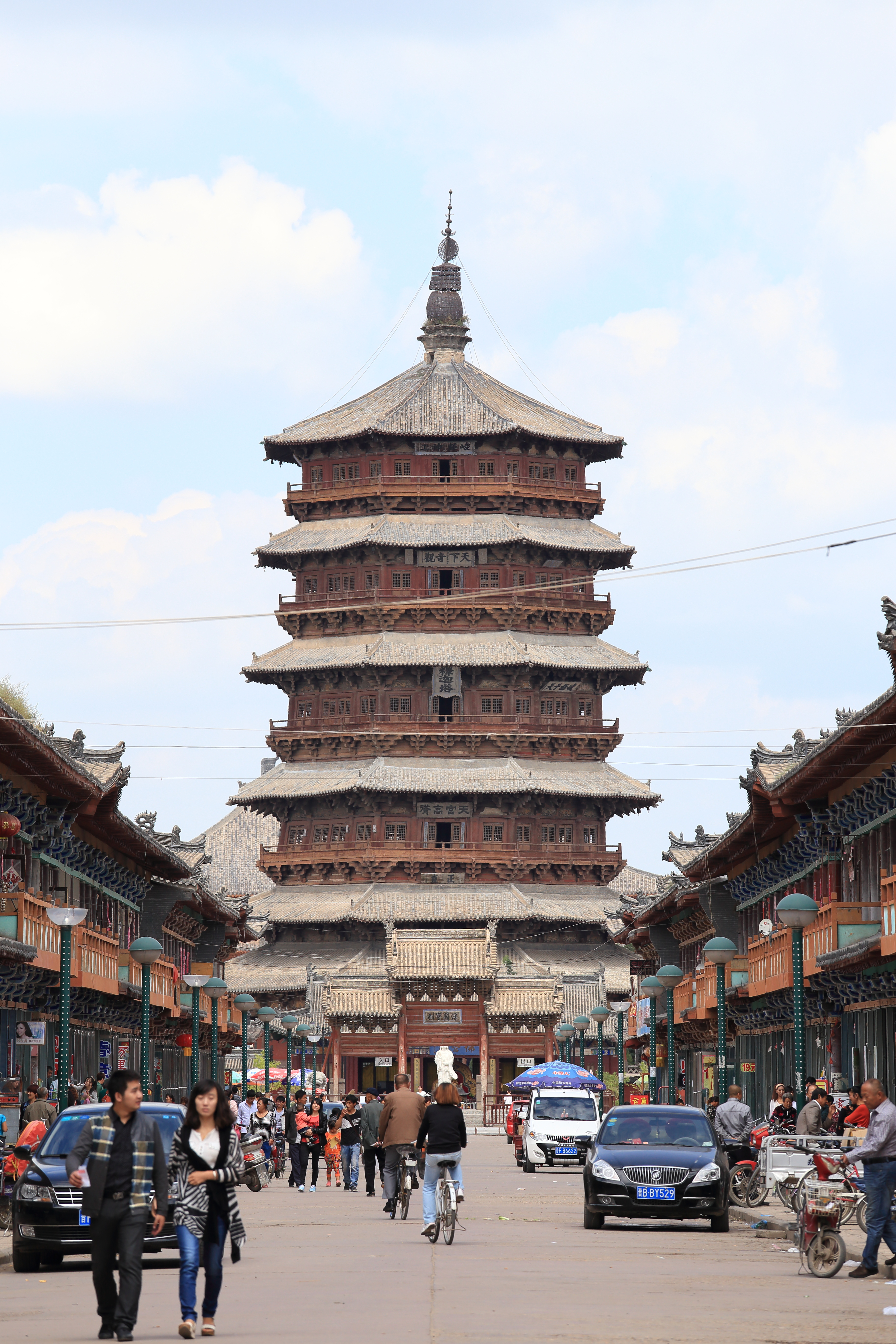
La pagode vue depuis la ville.
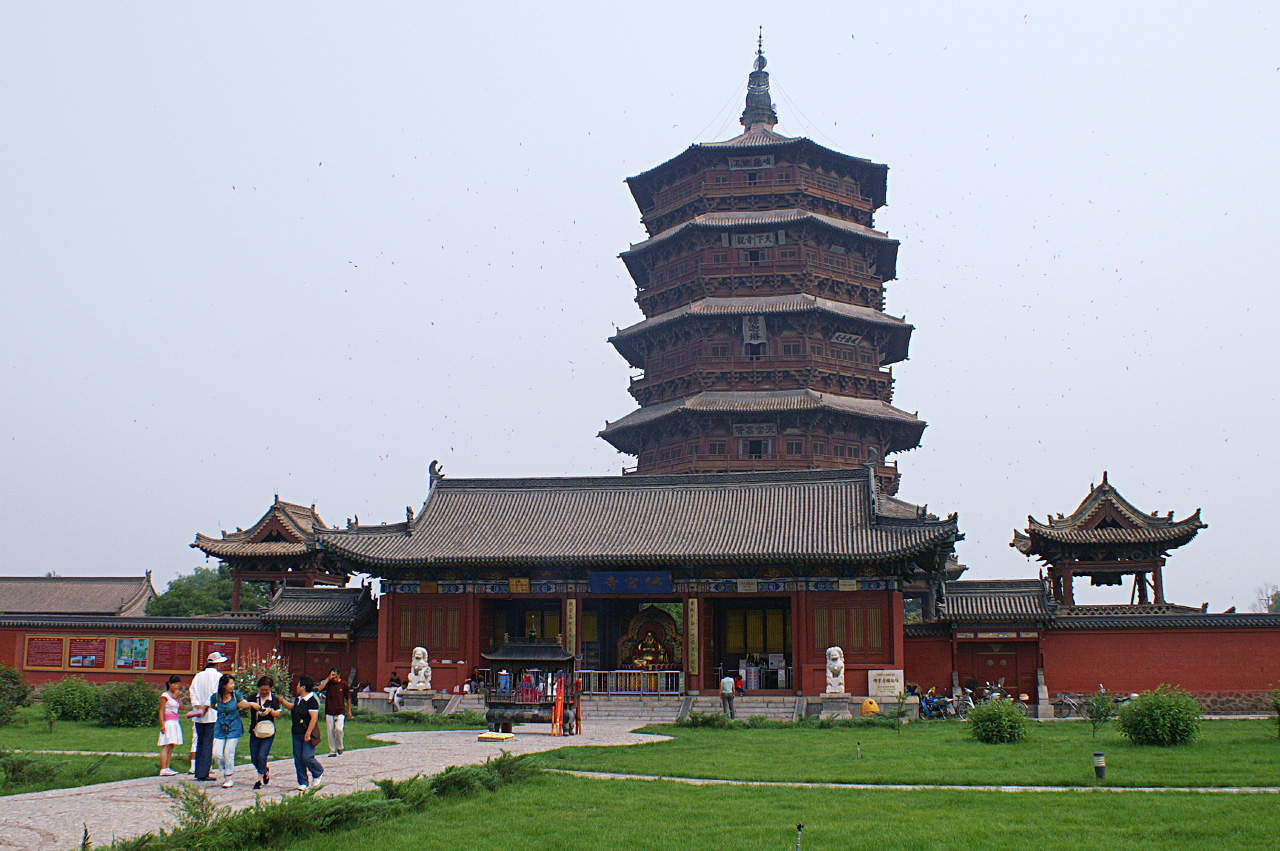
La pagode et le site du temple.
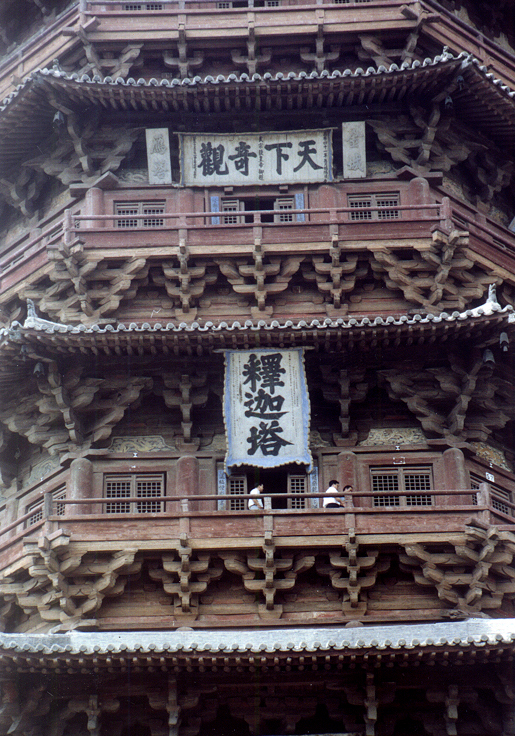
Détail des dougong.
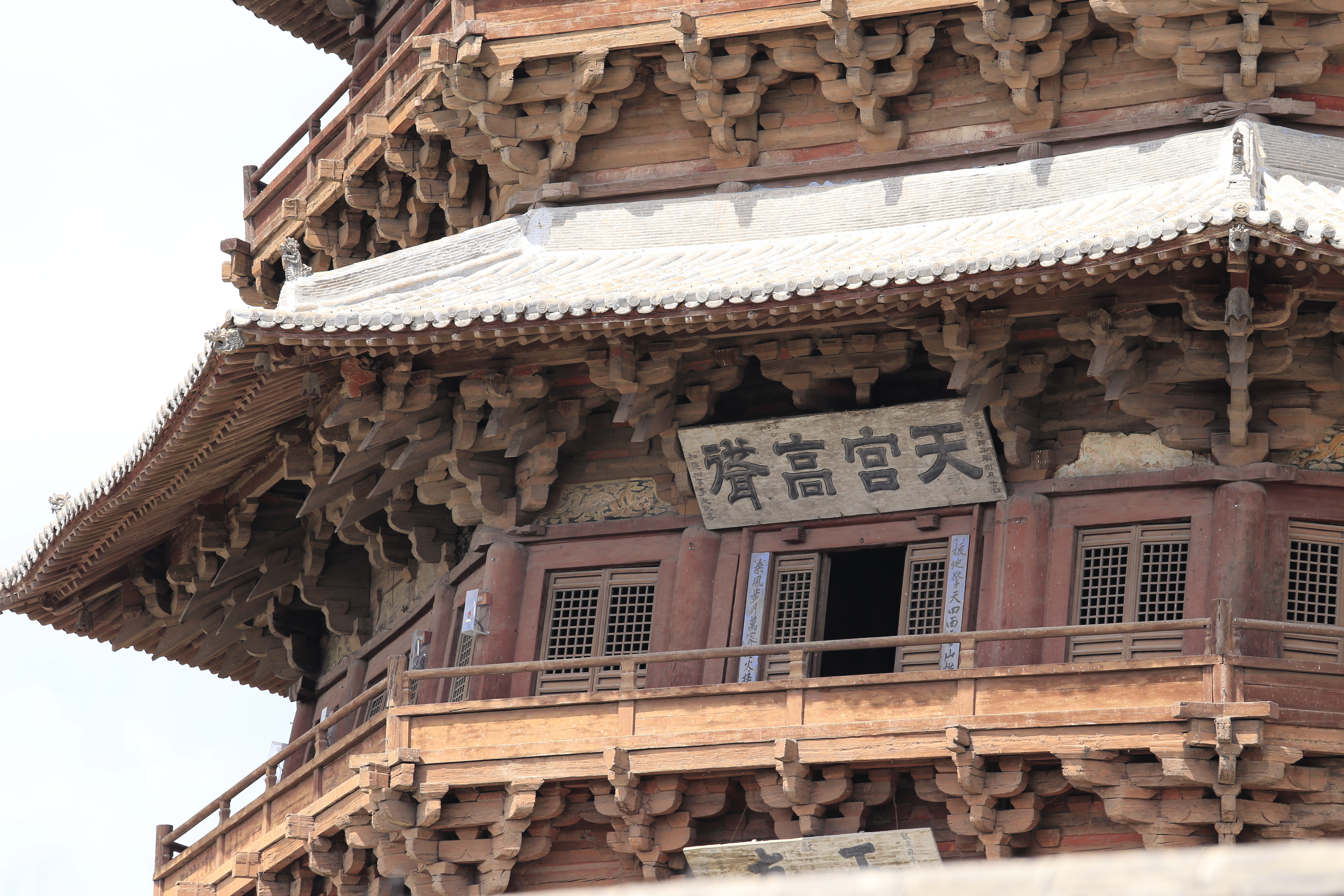
Détail d'un niveau.
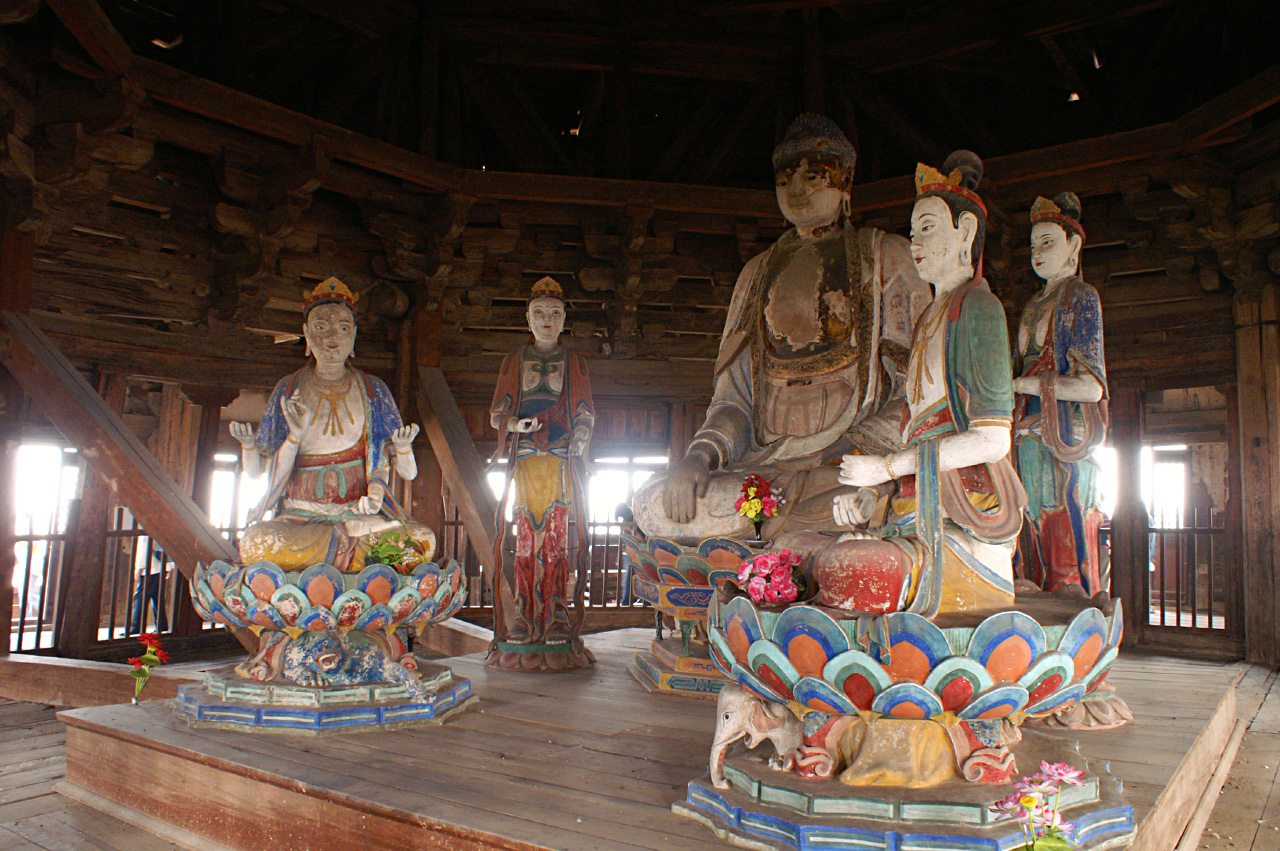
La statue du Bouddha Sakyamuni et d'autres statues bouddhiques.
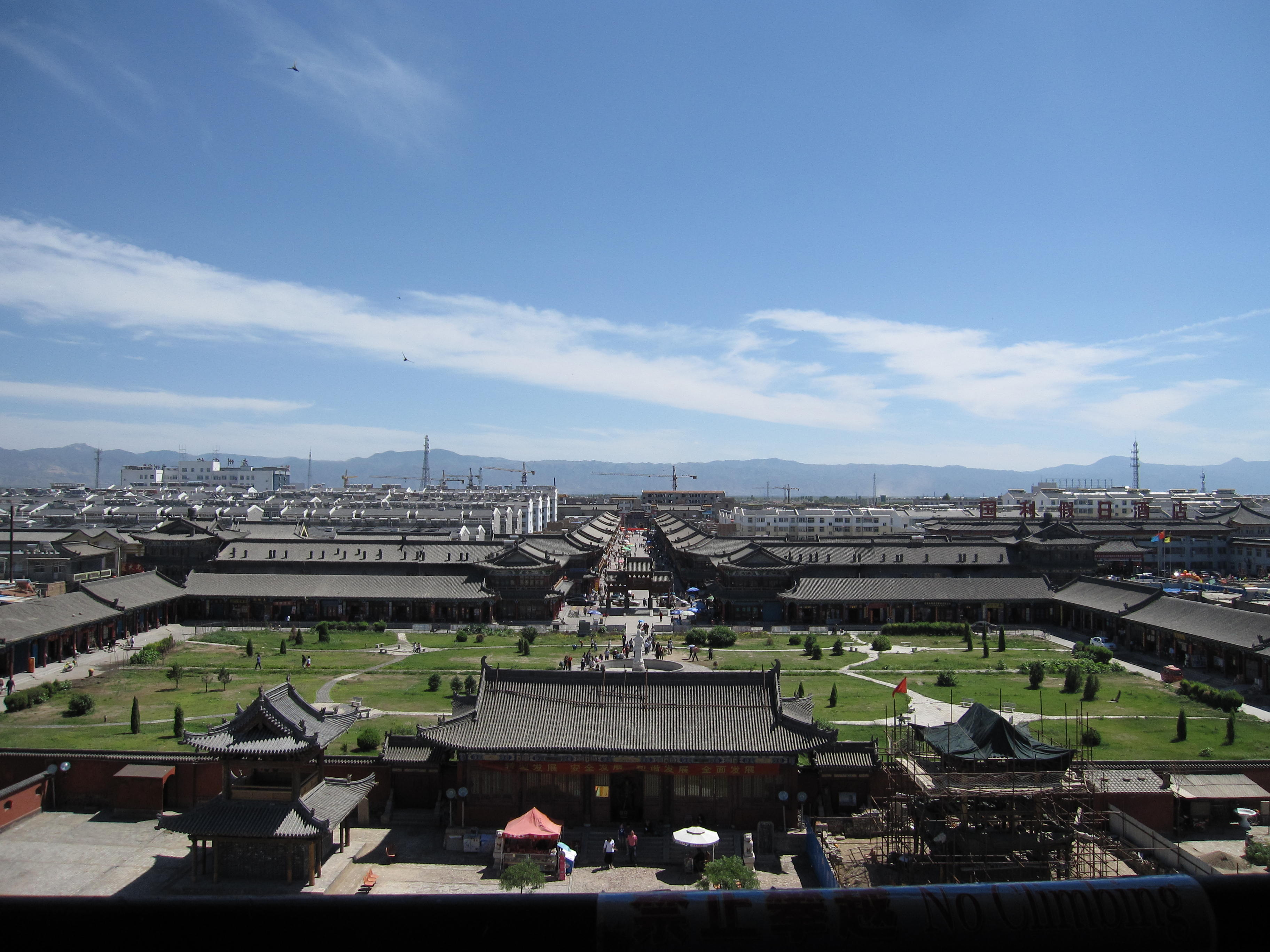
La ville vue depuis la pagode.

## Préservation
La pagode du temple Fogong et ses abords sont protégés par l'administration d'État de l'héritage culturel qui dépend du Ministère de la Culture de la République populaire de Chine. En 2013, la pagode a été placée avec le temple Fengguo sur la liste préliminaire chinoise pour le patrimoine mondial de l'UNESCO.